# Lendava Sportpark
Het Lendava Sportpark (Sloveens: Športni park Lendava) is een multifunctioneel stadion in Lendava, een stad in het uiterste oosten van Slovenië. Het wordt vooral gebruikt voor voetbalwedstrijden en is het thuisstadion van NK Nafta 1903. Het stadion werd oorspronkelijk gebouwd in 1946, maar werd volledig afgebroken en opnieuw gebouwd in 2006. Er kunnen 2.000 toeschouwers in.
Het stadion heeft een licentie van de UEFA voor internationale wedstrijden en wordt onder andere ook gebruikt voor het Sloveens vrouwenelftal. Het werd ook gebruikt voor drie groepswedstrijden op het Europees kampioenschap voetbal mannen onder 17 van 2012.